# 塔什库尔干野生动物自然保护区
塔什库尔干野生动物自然保护区位于中国新疆喀什地区，西部与巴基斯坦、阿富汗、塔吉克斯坦接壤，总面积约15,836平方公里，以马可波罗盘羊为主要保护对象。
塔什库尔干野生动物自然保护区平均海拔4,000米以上，其中海拔最高8,387米，最低2,074米，为典型的大陆性高原干旱荒漠气候，年均气温低于0℃, 年均降水量在70毫米左右，314国道贯穿保护区西北部。
植物主要以高寒荒漠植物为主，常见植物有紫花针茅、垫状驼绒藜、中麻黄、南疆点地梅、青藏薹草等。雪豹、北山羊、胡兀鹫、金雕等国家I级重点保护动物10种，马可波罗盘羊、豺、藏原羚、岩羊、藏雪鸡、暗腹雪鸡、秃鹫等国家Ⅱ级重点保护动物25种。